# 1re flotte (Marine impériale japonaise)
Pour les articles homonymes, voir 1re flotte.
Ne doit pas être confondu avec 1re flotte aérienne ou 1re flotte mobile.
La 1re flotte (第一艦隊, Dai-ichi Kantai) était la principale flotte de cuirassés de la marine impériale japonaise. Elle fut créée le 28 décembre 1903 pendant la guerre russo-japonaise par le quartier général impérial. 

## Histoire
Établie le 28 décembre 1903, la 1re flotte est créée durant la guerre russo-japonaise au moment où le quartier général impérial divise la Flotte de préparation en force de frappe mobile de croiseurs et de destroyers pour poursuivre l'escadre de croiseurs de la Marine impériale russe basée à Vladivostok (tâche de la 2e flotte japonaise), tandis que le reste de la flotte principale (la 1re flotte) continue de faire le blocus de Port-Arthur dans l'espoir d'attirer les cuirassés de la Flotte russe du Pacifique pour une confrontation classique en ligne de bataille. Les deux flottes sont réunies au sein de la Flotte combinée pour la décisive bataille de Tsushima. Cette victoire finale de la flotte japonaise sur la Russie valide la doctrine de la « bataille décisive » (Kantai Kessen), telle que stipulée par les théoriciens navals tels que Alfred Mahan et Satō Tetsutarō, aux yeux de l'État-major de la Marine impériale japonaise, et les approvisionnements et les déploiements navals futurs seront centrés sur le suivi de cette doctrine. L'objectif mahanien est de construire une flotte de dissuasion, c'est-à-dire une force navale gardée délibérément comme réserve stratégique, tandis que les forces secondaires centrées sur les croiseurs et les destroyers mènent une campagne de positions contre un ennemi en approche, qui serait alors détruit dans une bataille finale décisive semblable à la bataille de Tsushima,. Suivant cette doctrine, bien que des navires et des forces navales sont expédiés occasionnellement pour des opérations de combat particulières, la force principale de la Marine impériale japonaise reste principalement en garnison dès sa création et jusqu'à la fin de la Seconde Guerre mondiale.

## Commandants de la1reflotte
Commandant en chef
|    | Rang                | Nom                       | Date                                  |
| -- | ------------------- | ------------------------- | ------------------------------------- |
| 1  | Amiral de la flotte | Tōgō Heihachirō           | 28 décembre 1903 - 20 décembre 1905   |
| 2  | Amiral              | Kataoka Shichirō          | 20 décembre 1905 - 22 novembre 1906   |
| 3  | Vice-amiral         | Shinichi Arima (ja)       | 22 novembre 1906 – 26 mai 1908        |
| 4  | Amiral de la flotte | Ijūin Gorō                | 26 mai 1908 - 1er décembre 1909       |
| 5  | Amiral              | Kamimura Hikonojō         | 1er décembre 1909 - 1er décembre 1911 |
| 6  | Amiral              | Dewa Shigetō              | 1er décembre 1911 - 1er décembre 1913 |
| 7  | Amiral de la flotte | Katō Tomosaburō           | 1er décembre 1913 - 10 août 1915      |
| 8  | Amiral              | Fujii Kōichi              | 10 août 1915 - 23 septembre 1915      |
| 9  | Amiral              | Shigetarō Yoshimatsu (en) | 23 septembre 1915 - 1er décembre 1917 |
| 10 | Amiral              | Yamashita Gentarō         | 1er décembre 1917 - 1er décembre 1919 |
| 11 | Amiral              | Yamaya Tanin              | 1er décembre 1919 - 24 août 1920      |
| 12 | Amiral              | Sōjirō Tochiuchi (en)     | 24 août 1920 - 27 juillet 1922        |
| 13 | Amiral              | Isamu Takeshita           | 27 juillet 1922 - 27 janvier 1924     |
| 14 | Amiral              | Kantarō Suzuki            | 27 janvier 1924 - 1er décembre 1924   |
| 15 | Amiral              | Keisuke Okada             | 1er décembre 1924 – 10 décembre 1926  |
| 16 | Amiral              | Katō Kanji (en)           | 10 décembre 1926 – 10 décembre 1928   |
| 17 | Amiral              | Saburo Hyakutake          | 10 décembre 1928 – 11 novembre 1929   |
| 18 | Amiral              | Eisuke Yamamoto (ja)      | 11 novembre 1929 – 1er décembre 1931  |
| 19 | Amiral              | Seizō Kobayashi (en)      | 1er décembre 1931 – 15 novembre 1933  |
| 20 | Amiral              | Nobumasa Suetsugu (en)    | 15 novembre 1933 – 15 novembre 1934   |
| 21 | Amiral              | Sankichi Takahashi (en)   | 15 novembre 1934 – 1er décembre 1936  |
| 22 | Amiral              | Mitsumasa Yonai           | 1er décembre 1936 – 2 février 1937    |
| 23 | Amiral de la flotte | Osami Nagano              | 2 février 1937 – 1er décembre 1937    |
| 24 | Amiral              | Zengo Yoshida             | 1er décembre 1937 – 30 août 1939      |
| 25 | Amiral de la flotte | Isoroku Yamamoto          | 30 août 1939 – 11 août 1941           |
| 26 | Amiral              | Shirō Takasu              | 11 août 1941 – 14 juillet 1942        |
| 27 | Vice-amiral         | Mizumi Shimizu            | 14 juillet 1942 – 20 octobre 1943     |
| 28 | Amiral              | Chūichi Nagumo            | 20 octobre 1943 – 25 février 1944     |

Chefs d'État-major
|    | Rang                | Nom                     | Date                                  |
| -- | ------------------- | ----------------------- | ------------------------------------- |
| 1  | Amiral de la flotte | Shimamura Hayao         | 28 décembre 1903 – 12 janvier 1905    |
| 2  | Amiral de la flotte | Katō Tomosaburō         | 12 janvier 1905 – 20 décembre 1905    |
| 3  | Amiral              | Fujii Kōichi            | 20 décembre 1905 – 22 novembre 1906   |
| 4  | Amiral de la flotte | Yamashita Gentarō       | 22 novembre 1906 – 10 décembre 1908   |
| 5  | Amiral              | Takarabe Takeshi        | 10 décembre 1908 – 1er décembre 1909  |
| 6  | Amiral              | Kaneo Nomaguchi         | 1er décembre 1909 – 11 mars 1911      |
| 7  | Vice-amiral         | Akiyama Saneyuki        | 11 mars 1911 – 1er décembre 1912      |
| 8  | Amiral              | Isamu Takeshita         | 1er décembre 1912 – 24 mai 1913       |
| x  |                     | poste vacant            | 24 mai 1913 – 1er décembre 1913       |
| 9  | Vice-amiral         | Satō Tetsutarō          | 1er décembre 1913 – 17 avril 1914     |
| 10 | Vice-amiral         | Kazuyoshi Yamaji        | 17 avril 1914 – 1er décembre 1914     |
| 11 | Vice-amiral         | Shibakichi Yamanaka     | 1er décembre 1914 – 13 décembre 1915  |
| 12 | Vice-amiral         | Saburo Horiuchi         | 13 décembre 1915 – 1er décembre 1917  |
| 13 | Vice-amiral         | Hanroku Saito           | 1er décembre 1917 – 1er décembre 1918 |
| 14 | Vice-amiral         | Kajishiro Funakoshi     | 1er décembre 1918 – 1er décembre 1919 |
| 15 | Vice-amiral         | Yoshioka Hansaku (en)   | 1er décembre 1919 – 1er décembre 1921 |
| 16 | Vice-amiral         | Kumazo Shirane          | 1er décembre 1921 – 1er décembre 1923 |
| 17 | Contre-amiral       | Bekinari Kabayama       | 1er décembre 1923 – 10 novembre 1924  |
| 18 | Vice-amiral         | Kanjiro Hara            | 10 novembre 1924 – 1er décembre 1925  |
| 19 | Vice-amiral         | Naotaro Ominato         | 1er décembre 1925 – 1er novembre 1926 |
| 20 | Amiral              | Sankichi Takahashi (en) | 1er novembre 1926 – 1er décembre 1927 |
| 21 | Vice-amiral         | Eijiro Hamano           | 1er décembre 1927 – 10 décembre 1928  |
| 22 | Vice-amiral         | Ken Terajima (ja)       | 10 décembre 1928 – 30 octobre 1929    |
| 23 | Amiral              | Kōichi Shiozawa         | 30 octobre 1929 – 1er décembre 1930   |
| 24 | Amiral              | Shigetarō Shimada       | 1er décembre 1930 – 1er décembre 1931 |
| 25 | Amiral              | Zengo Yoshida           | 1er décembre 1931 – 15 septembre 1933 |
| 26 | Amiral              | Soemu Toyoda            | 15 septembre 1933 – 15 mars 1935      |
| 27 | Amiral              | Nobutake Kondō          | 15 mars 1935 – 15 novembre 1935       |
| 28 | Amiral              | Naokuni Nomura          | 15 novembre 1935 – 16 novembre 1936   |
| 29 | Contre-amiral       | Yasutaro Iwashita       | 16 novembre 1936 – 18 février 1937    |
| 30 | Vice-amiral         | Jisaburō Ozawa          | 18 février 1937 – 15 novembre 1937    |
| 31 | Vice-amiral         | Ibō Takahashi           | 15 novembre 1937 – 5 novembre 1939    |
| 32 | Vice-amiral         | Shigeru Fukudome        | 5 novembre 1939 – 10 avril 1941       |
| 33 | Amiral              | Seiichi Itō             | 10 avril 1941 – 11 août 1941          |
| 34 | Vice-amiral         | Kengo Kobayashi         | 11 août 1941 – 6 janvier 1943         |
| 35 | Vice-amiral         | Gihachi Takayanagi      | 6 janvier 1943 – 25 février 1944      |